# Дрохув-Дольни
Дрохув-Дольни (пол. Drochów Dolny) — село в Польщі, у гміні Моравиця Келецького повіту Свентокшиського воєводства.
Населення — 188 осіб (2011).
У 1975-1998 роках село належало до Келецького воєводства.

## Демографія
Демографічна структура на день 31 березня 2011 року:
|          | Загалом | Допрацездатний вік | Працездатний вік | Постпрацездатний вік |
| -------- | ------- | ------------------ | ---------------- | -------------------- |
| Чоловіки | 95      | 17                 | 68               | 10                   |
| Жінки    | 93      | 18                 | 52               | 23                   |
| Разом    | 188     | 35                 | 120              | 33                   |